# Simning vid olympiska sommarspelen 2008
Simtävlingarna vid olympiska sommarspelen 2008 arrangerades mellan 9 och 21 augusti i National Aquatics Center, en stor inomhushall med bassäng. Undantaget var 10 km som hålls i kanot- och roddstadion.

## Kvalgränser
Enligt OS regler fick ett land sända två deltagare i en gren om båda klarat A-gränsen, och en i grenen om någon klarat B-gränsen. I grenen 10 km gällde att man kvalificerade sig genom placeringar på vissa större tävlingar.
| Distans        | Herr A-gräns                                                            | Herr B-gräns                                                            | Dam A-gräns                                                             | Dam B-gräns                                                             |
| -------------- | ----------------------------------------------------------------------- | ----------------------------------------------------------------------- | ----------------------------------------------------------------------- | ----------------------------------------------------------------------- |
| 50m frisim     | 22,35                                                                   | 23,13                                                                   | 25,43                                                                   | 26,32                                                                   |
| 100m ryggsim   | 55,14                                                                   | 57,07                                                                   | 1.01,70                                                                 | 1.03,86                                                                 |
| 100m bröstsim  | 1.01,57                                                                 | 1.03,72                                                                 | 1.09,01                                                                 | 1.11,43                                                                 |
| 100m fjärilsim | 52,86                                                                   | 54,71                                                                   | 59,35                                                                   | 1.01,43                                                                 |
| 100m frisim    | 49,23                                                                   | 50,95                                                                   | 55,24                                                                   | 57,17                                                                   |
| 200m ryggsim   | 1.59,72                                                                 | 2.03,91                                                                 | 2.12,73                                                                 | 2.17,38                                                                 |
| 200m bröstsim  | 2.13,69                                                                 | 2.18,37                                                                 | 2.28,21                                                                 | 2.33,40                                                                 |
| 200m fjärilsim | 1.57,67                                                                 | 2.01,79                                                                 | 2.10,84                                                                 | 2.15,42                                                                 |
| 200m frisim    | 1.48,72                                                                 | 1.52,53                                                                 | 1.59,29                                                                 | 2.03,47                                                                 |
| 200m medley    | 2.01,40                                                                 | 2.05,65                                                                 | 2.15,27                                                                 | 2.19,97                                                                 |
| 400m frisim    | 3.49,96                                                                 | 3.58,01                                                                 | 4.11,26                                                                 | 4.20,05                                                                 |
| 400m medley    | 4.18,40                                                                 | 4.27,44                                                                 | 4.45,08                                                                 | 4.55,06                                                                 |
| 800m frisim    |                                                                         |                                                                         | 8.35,98                                                                 | 8.54,04                                                                 |
| 1500m frisim   | 15.13,16                                                                | 15.45,12                                                                |                                                                         |                                                                         |
| Maraton 10km   | Kvaltävlingar                                                           | Kvaltävlingar                                                           | Kvaltävlingar                                                           | Kvaltävlingar                                                           |
| Lagkapp        | VM var huvudkvaltävling, några ytterligare lag togs ut på årets meriter | VM var huvudkvaltävling, några ytterligare lag togs ut på årets meriter | VM var huvudkvaltävling, några ytterligare lag togs ut på årets meriter | VM var huvudkvaltävling, några ytterligare lag togs ut på årets meriter |

## Schema
Simtävlingarna genomfördes 9-21 augusti. Finalerna ägde normalt rum på förmiddagen kl 10-12 kinesisk tid, det vill säga kl 04-06 centraleuropeisk tid. Det är en eftergift till amerikansk TV, men har orsakat protester från andra stora simnationer, särskilt från Australien.

## Medaljörer

### Damer
| Distans                         | Guld | Guld         | Silver | Silver       | Brons | Brons        |
| 50 m frisim Detaljer...         | Britta Steffen Tyskland | 24,06 0OR0   | Dara Torres USA | 24,07        | Cate Campbell Australien                                                                                         | 24,17        |
| 100 meter frisim Detaljer...    | Britta Steffen Tyskland | 53,12 0OR0   | Lisbeth Trickett Australien | 53,16        | Natalie Coughlin USA                                                                                             | 53,39 0NR0   |
| 200 meter frisim Detaljer...    | Federica Pellegrini Italien | 1.54,82 0VR0 | Sara Isaković Slovenien | 1.54,97      | Pang Jiaying Kina                                                                                                | 1.55,05 0AR0 |
| 400 meter frisim Detaljer...    | Rebecca Adlington Storbritannien | 4.03,22      | Katie Hoff USA | 4.03,29      | Joanne Jackson Storbritannien                                                                                    | 4.03,52      |
| 800 meter frisim Detaljer...    | Rebecca Adlington Storbritannien | 8.14,10 0VR0 | Alessia Filippi Italien | 8.20,23      | Lotte Friis Danmark                                                                                              | 8.23,03      |
|                                 | |              | |              | |              |
| 100 meter ryggsim Detaljer...   | Natalie Coughlin USA | 58,96        | Kirsty Coventry Zimbabwe | 59,19        | Margaret Hoelzer USA                                                                                             | 59,34        |
| 200 meter ryggsim Detaljer...   | Kirsty Coventry Zimbabwe | 2.05,24 0VR0 | Margaret Hoelzer USA | 2.06,23      | Reiko Nakamura Japan                                                                                             | 2.07,13 0AR0 |
|                                 | |              | |              | |              |
| 100 meter bröstsim Detaljer...  | Leisel Jones Australien | 1.05,17 0OR0 | Rebecca Soni USA | 1.06,73      | Mirna Jukić Österrike                                                                                            | 1.07,34      |
| 200 meter bröstsim Detaljer...  | Rebecca Soni USA | 2.20,22 0VR0 | Leisel Jones Australien | 2.22,05      | Sara Nordenstam Norge                                                                                            | 2.23,02 0AR0 |
|                                 | |              | |              | |              |
| 100 meter fjärilsim Detaljer... | Lisbeth Trickett Australien | 56,73 0AR0   | Christine Magnuson USA | 57,10        | Jessicah Schipper Australien                                                                                     | 57,25        |
| 200 meter fjärilsim Detaljer... | Liu Zige Kina | 2.04,18 0VR0 | Jiao Liuyang Kina | 2.04,72      | Jessicah Schipper Australien                                                                                     | 2.06,26      |
|                                 | |              | |              | |              |
| 200 meter medley Detaljer...    | Stephanie Rice Australien | 2.08,45 0VR0 | Kirsty Coventry Zimbabwe | 2.08,59 0AR0 | Natalie Coughlin USA                                                                                             | 2.10,34      |
| 400 meter medley Detaljer...    | Stephanie Rice Australien | 4.29,45 0VR0 | Kirsty Coventry Zimbabwe | 4.29,89 0AR0 | Katie Hoff USA                                                                                                   | 4.31,71      |
|                                 | |              | |              | |              |
| 4×100 meter frisim Detaljer...  | Nederländerna Inge Dekker Ranomi Kromowidjojo Femke Heemskerk Marleen Veldhuis Hinkelien Schreuder* Manon van Rooijen*                      | 3.33,76 0OR0 | USA Natalie Coughlin Lacey Nymeyer Kara Lynn Joyce Dara Torres Emily Silver* Julia Smit*                                            | 3.34,33 0AR0 | Australien Cate Campbell Alice Mills Melanie Schlanger Lisbeth Trickett Shayne Reese*                            | 3.35,05 0AR0 |
| 4×200 meter frisim Detaljer...  | Australien Stephanie Rice Bronte Barratt Kylie Palmer Linda Mackenzie Lara Davenport* Felicity Galvez* Angie Bainbridge* Melanie Schlanger* | 7.44,31 0VR0 | Kina Yang Yu Zhu Qianwei Tan Miao Pang Jiaying Tang Jingzhi*                                                                        | 7.45,93 0AR0 | USA Allison Schmitt Natalie Coughlin Caroline Burckle Katie Hoff Christine Marshall* Kim Vandenberg* Julia Smit* | 7.46,33 0AR0 |
| 4×100 meter medley Detaljer...  | Australien Emily Seebohm Leisel Jones Jessicah Schipper Lisbeth Trickett Tarnee White* Felicity Galvez* Shayne Reese*                       | 3.52,69 0VR0 | USA Natalie Coughlin Rebecca Soni Christine Magnuson Dara Torres Margaret Hoelzer* Megan Jendrick* Elaine Breeden* Kara Lynn Joyce* | 3.53,30 0AR0 | Kina Zhao Jing Sun Ye Zhou Yafei Pang Jiaying Xu Tianlongzi*                                                     | 3.56,11 0AR0 |
|                                 | |              | |              | |              |
| 10 km maraton Detaljer...       | Larisa Iltjenko Ryssland | 1:59.27,7    | Keri-Anne Payne Storbritannien | 1:59.29,2    | Cassandra Patten Storbritannien                                                                                  | 1:59.31,0    |

* Simmare som enbart deltog i kvalheaten

### Herrar
| Distans                         | Guld | Guld          | Silver | Silver       | Brons                                                                                                 | Brons        |
| 50 m frisim Detaljer...         | César Cielo Brasilien | 21,30 0OR0    | Amaury Leveaux Frankrike | 21,45        | Alain Bernard Frankrike                                                                               | 21,49        |
| 100 meter frisim Detaljer...    | Alain Bernard Frankrike                                                                                                   | 47,21         | Eamon Sullivan Australien | 47,32        | César Cielo Brasilien Jason Lezak USA                                                                 | 47,67        |
| 200 meter frisim Detaljer...    | Michael Phelps USA | 1.42,96 0VR0  | Park Tae-hwan Sydkorea | 1.44,85 0AR0 | Peter Vanderkaay USA                                                                                  | 1.45,14      |
| 400 meter frisim Detaljer...    | Park Tae-hwan Sydkorea | 3.41,86 0AR0  | Zhang Lin Kina | 3.42,44      | Larsen Jensen USA                                                                                     | 3.42,44 0AR0 |
| 1500 meter frisim Detaljer...   | Oussama Mellouli Tunisien                                                                                                 | 14.40,84 0AR0 | Grant Hackett Australien | 14.41,53     | Ryan Cochrane Kanada                                                                                  | 14.42,69     |
|                                 | |               | |              | |              |
| 100 meter ryggsim Detaljer...   | Aaron Peirsol USA | 52,54 0VR0    | Matt Grevers USA | 53,11        | Hayden Stoeckel Australien Arkadij Vjattjanin Ryssland                                                | 53,18        |
| 200 meter ryggsim Detaljer...   | Ryan Lochte USA | 1.53,94 0VR0  | Aaron Peirsol USA | 1.54,33      | Arkadij Vjattjanin Ryssland                                                                           | 1.54,93 0AR0 |
|                                 | |               | |              | |              |
| 100 meter bröstsim Detaljer...  | Kosuke Kitajima Japan | 58,91 0VR0    | Alexander Dale Oen Norge | 59,20        | Hugues Duboscq Frankrike                                                                              | 59,32        |
| 200 meter bröstsim Detaljer...  | Kosuke Kitajima Japan | 2.07,64 0OR0  | Brenton Rickard Australien | 2.08,88 0AR0 | Hugues Duboscq Frankrike                                                                              | 2.08,94      |
|                                 | |               | |              | |              |
| 100 meter fjärilsim Detaljer... | Michael Phelps USA | 50,58 0OR0    | Milorad Čavić Serbien | 50,59        | Andrew Lauterstein Australien                                                                         | 51,12        |
| 200 meter fjärilsim Detaljer... | Michael Phelps USA | 1.52,03 0VR0  | László Cseh Ungern | 1.52,70 0AR0 | Takeshi Matsuda Japan                                                                                 | 1.52,97      |
|                                 | |               | |              | |              |
| 200 meter medley Detaljer...    | Michael Phelps USA | 1.54,23 0VR0  | László Cseh Ungern | 1.56,52 0AR0 | Ryan Lochte USA                                                                                       | 1.56,53      |
| 400 meter medley Detaljer...    | Michael Phelps USA | 4.03,84 0VR0  | László Cseh Ungern | 4.06,16 0AR0 | Ryan Lochte USA                                                                                       | 4.08,09      |
|                                 | |               | |              | |              |
| 4×100 meter frisim Detaljer...  | USA Michael Phelps Garrett Weber-Gale Cullen Jones Jason Lezak Nathan Adrian* Ben Wildman-Tobriner* Matt Grevers*         | 3.08,24 0VR0  | Frankrike Amaury Leveaux Fabien Gilot Frédérick Bousquet Alain Bernard Grégory Mallet* Boris Steimetz*                                    | 3.08,32 0AR0 | Australien Eamon Sullivan Andrew Lauterstein Ashley Callus Matt Targett Leith Brodie* Patrick Murphy* | 3.09,91 0AR0 |
| 4×200 meter frisim Detaljer...  | USA Michael Phelps Ryan Lochte Ricky Berens Peter Vanderkaay Klete Keller* Erik Vendt* David Walters*                     | 6.58,56 0VR0  | Ryssland Nikita Lobintsev Jevgenij Lagunov Danila Izotov Aleksandr Suchorukov Michail Polisjtjuk*                                         | 7.03,70 0AR0 | Australien Patrick Murphy Grant Hackett Grant Brits Nick Ffrost Leith Brodie* Kirk Palmer*            | 7.04,98      |
| 4×100 meter medley Detaljer...  | USA Aaron Peirsol Brendan Hansen Michael Phelps Jason Lezak Matt Grevers* Mark Gangloff* Ian Crocker* Garrett Weber-Gale* | 3.29,34 0VR0  | Australien Hayden Stoeckel Brenton Rickard Andrew Lauterstein Eamon Sullivan Ashley Delaney* Christian Sprenger* Adam Pine* Matt Targett* | 3.30,04 0AR0 | Japan Junichi Miyashita Kosuke Kitajima Takuro Fujii Hisayoshi Sato                                   | 3.31,18 0AR0 |
|                                 | |               | |              | |              |
| 10 km maraton Detaljer...       | Maarten van der Weijden Nederländerna                                                                                     | 1:51.51,6     | David Davies Storbritannien | 1:51.53,1    | Thomas Lurz Tyskland                                                                                  | 1:51.53,6    |

* Simmare som enbart deltog i kvalheaten
Denna tabell: visa • redigera

## Medaljtabell

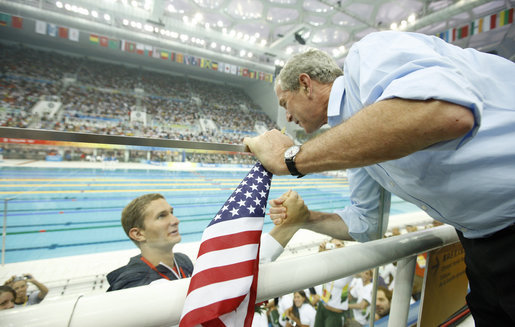
President George W. Bush gratulerar Larsen Jensen till bronsmedaljen på 400 meter frisim.

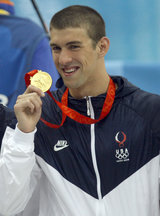
Michael Phelps med sin guldmedalj från 4x100 metersstafetten.

| Pl.    | Nation         | Guld | Silver | Brons | Totalt |
| ------ | -------------- | ---- | ------ | ----- | ------ |
| 1      | USA            | 12   | 9      | 10    | 31     |
| 2      | Australien     | 6    | 6      | 8     | 20     |
| 3      | Storbritannien | 2    | 2      | 2     | 6      |
| 4      | Japan          | 2    | 0      | 3     | 5      |
| 5      | Tyskland       | 2    | 0      | 1     | 3      |
| 6      | Nederländerna  | 2    | 0      | 0     | 2      |
| 7      | Kina           | 1    | 3      | 2     | 6      |
| 8      | Zimbabwe       | 1    | 3      | 0     | 4      |
| 9      | Frankrike      | 1    | 2      | 3     | 6      |
| 10     | Ryssland       | 1    | 1      | 2     | 4      |
| 11     | Italien        | 1    | 1      | 0     | 2      |
| 11     | Sydkorea       | 1    | 1      | 0     | 2      |
| 13     | Brasilien      | 1    | 0      | 1     | 2      |
| 14     | Tunisien       | 1    | 0      | 0     | 1      |
| 15     | Ungern         | 0    | 3      | 0     | 3      |
| 16     | Norge          | 0    | 1      | 1     | 2      |
| 17     | Serbien        | 0    | 1      | 0     | 1      |
| 17     | Slovenien      | 0    | 1      | 0     | 1      |
| 19     | Danmark        | 0    | 0      | 1     | 1      |
| 19     | Kanada         | 0    | 0      | 1     | 1      |
| 19     | Österrike      | 0    | 0      | 1     | 1      |
| Totalt | Totalt         | 34   | 34     | 36    | 104    |